# Stefano Butti (calciatore)
Stefano Butti (Lecco, 20 marzo 1961) è un allenatore di calcio ed ex calciatore italiano, di ruolo centrocampista.
Con 302 presenze detiene il record di partite ufficiali giocate con la maglia dell'Arezzo.

## Carriera

### Giocatore
Dopo avere trascorso la trafila delle giovanili nel Como, approdò all'Arezzo nel 1980, quando questa squadra militava in Serie C1. Dopo due stagioni con i toscani vince il campionato conquistando la promozione in Serie B, categoria nella quale disputerà sei campionati consecutivi.
Nel 1988 passa alla Triestina, società con la quale al primo anno conquista la promozione in Serie B, giocando il successivo torneo cadetto. Nel 1990 torna ad Arezzo per giocare le sue due ultime stagioni in Serie C1.
In carriera ha totalizzato 232 presenze (e 4 reti) in Serie B.

### Allenatore
Ha allenato l'Olimpic Monte San Savino in Seconda Categoria, nonché altre squadre nel settore giovanile.
Dalla stagione 2024/2025 allena la squadra amatoriale Gold Boys Foiano.

## Palmarès

### Giocatore
- Campionato italiano di Serie B: 1

Como: 1979-1980
- Coppa Italia Semiprofessionisti: 1

Arezzo: 1980-1981
- Campionato italiano Serie C1: 1

Arezzo: 1981-1982 (girone B)